# Live at Palladium
Live at Palladium är en skivinspelning med skämtsamt framförda evergreen av Ingvar Oldsberg på Palladium (Göteborg) 1982.
Vid en intervju då skivan släpptes ställdes frågan "Hur bör jag spela denna skiva?", Oldsberg svarade "Lägg på den och spring sedan fortast möjligt från platsen".

## Låtlista

### Spår - Tid - Titel
01 - 1:09 - Palladium Introduction
02 - 3:25 - Fascination
03 - 2:08 - Bär Ner Mig TIll Sjön
04 - 3:14 - Besame Mucho
05 - 2:23 - Twilight Time
06 - 3:11 - Red Roses For A Blue Lady
07 - 2:51 - Are You Lonesome Tonight
08 - 2:58 - Love Me Tender
09 - 3:28 - Release Me
10 - 3:23 - Everybody Loves Somebody
11 - 3:08 - It's Now Or Never
12 - 2:33 - I Can't Stop Loving You
13 - 3:24 - My Way